# Sörényes tahr
A sörényes tahr vagy himalájai tahr (Hemitragus jemlahicus) az emlősök (Mammalia) osztályának párosujjú patások (Artiodactyla) rendjébe, ezen belül a tülkösszarvúak (Bovidae) családjába és a kecskeformák (Caprinae) alcsaládjába tartozó faj.
Nemének az egyetlen élő faja és egyben típusfaja is.

## Rendszertani besorolása
Az ománi arab tahrt (Arabitragus jayakari) és az indiai nilgiri tahrt (Nilgiritragus hylocrius) korábban a sörényes tahrral együtt a Hemitragus emlősnembe sorolták. Manapság viszont a Hemitragus emlősnemben csak a sörényes tahr maradt meg, egyetlen élő tagként, azonban néhány fosszilis faj társaságában. A másik két faj is egyedül van a saját nemeiben.

## Előfordulása

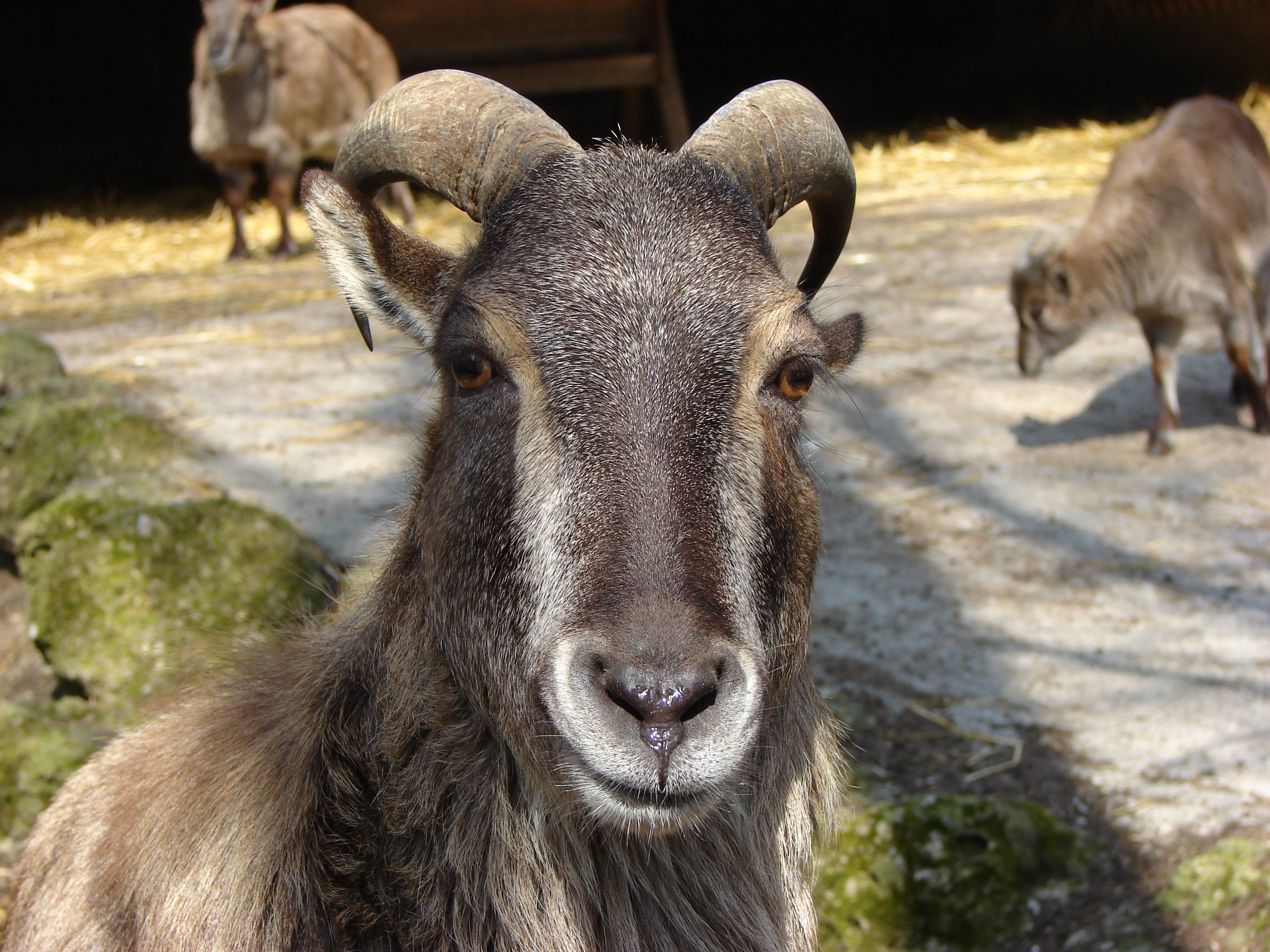
Portré

Eredeti elterjedési területe a Himalája térsége, annak déli oldala Észak-Indiától Bhutánig, északon Tibetig terjed. Általában a 3500–4500 méter közötti magasságokban, hegyi réteken, köves lejtőkön, ritkábban erdőterületeken él. A téli, magas hótakaróval járó időszakokban alacsonyabb magasságokba húzódhat. Eredeti elterjedési területén a veszélyeztetett fajok között szerepel, állományai csökkennek.
1904-ben Herbrand Arthur Russell, Bedford 11. hercege ötletére betelepítették Új-Zéland Déli-szigetére, ahol a Déli-Alpok térségében széles körben elterjedt, és vadászható mennyiségben fordul elő, sőt ökológiai jellegű károkozása miatt egyenesen szükség van az állomány szabályozására. Új-Zélandon 750–2250 méter közötti tengerszint feletti magasságokban, a napos északi, alacsonyabb hótakaróval bíró köves oldalakon, hegyi réteken él. Ugyancsak sikeresen telepítették meg Dél-Afrikában, illetve az Amerikai Egyesült Államokban Új-Mexikó, Ontario és Kalifornia területére.

## Megjelenése
A hím fej-törzs-hossza 140 centiméter, míg a nőstény 90 centiméter hosszú. A bak 90 kilogrammos, a nőstény 36 kilogrammos. A bak bundája hosszú, színe a feketétől a vörösesbarnáig terjed, az öregebb bakok halványabbak, bolyhos sörénye a nyaktól és a válltól kezdve a mellső láb felső részéig húzódik. A nőstény körülbelül negyedével kisebb, mint a bak, testfelépítése kevésbé robusztus, bundája rövidebb és gyakran kevésbé élénk színű. A pata különösen kemény szaruréteg, amely biztos járást tesz lehetővé. Szarva oldalról lapított és hátrafelé hajlik, a nőstényé valamivel rövidebb. Hallása és látása kiváló.

## Életmódja
Kis csordákban él és nappal aktív. Tápláléka fűből, bokrokból és levelekből áll. Legfeljebb 15 évet élhet.

## Szaporodása
Az ivarérettséget 2–3 évesen érik el, a bakok azonban ritkán szaporodnak 4. életévük előtt. A párzási időszak a Himaláján október- január között, a déli féltekén május–július között zajlik le. A vemhesség 6 hónapig tart. A nőstény egy gidát hoz a világra.